# Pheidole cataractae
Pheidole cataractae är en myrart som beskrevs av Wheeler 1916. Pheidole cataractae ingår i släktet Pheidole och familjen myror. Inga underarter finns listade i Catalogue of Life.